# Léon Lampo
Léon Lampo (Gentbrugge, 28 gennaio 1923 – Gand, 16 novembre 1985) è stato un cestista belga.

## Carriera
Ha disputato quattro partite ai Giochi della XIV Olimpiade.